# Lac de la Glère
Le lac de la Glère est un lac pyrénéen français situé administrativement dans la commune de Barèges dans le département français des Hautes-Pyrénées, dans le Lavedan en Occitanie.
Le lac a une superficie de 2 ha pour une altitude de 2 103 m il atteint une profondeur de 10 m.

## Toponymie
De l'occitan eth glérè, lou glérè qui signifie pierraille ou éboulis ou gravières.

## Géographie
Le lac de la Glère se trouve dans le massif du Néouvielle entre les crêtes de la Mourèle à l’est dont le pic d'Astazou (2 622 m) et le pic Dera Coye d'Estagn (2 563 m) à l’ouest, il est au nord du lac de l'Oueil Nègre

### Topographie
| Pène Dera Mayrits                | Pic de Lurtet (2 506 m) |                                       |
|                                  | lac de la Glère         | Lac d'Astazou Pic d'Astazou (2 622 m) |
| Pic Dera Coye d'Estagn (2 563 m) | Lac de l'Oueil Nègre    |                                       |

## Histoire
C'est un lac contribuant à l'alimentation de la centrale hydroélectrique de Pragnères.
Sur la rive est du lac existe depuis 1953 le refuge de la Glère de 60 places géré par le parc national des Pyrénées.

## Protection environnementale
Le lac fait partie d'une zone naturelle protégée, classée ZNIEFF de type 1 : Massif en rive gauche du Bastan et de type 2 : Vallées de Barèges et de Luz.